# Pierre Droite (Milly-la-Forêt)

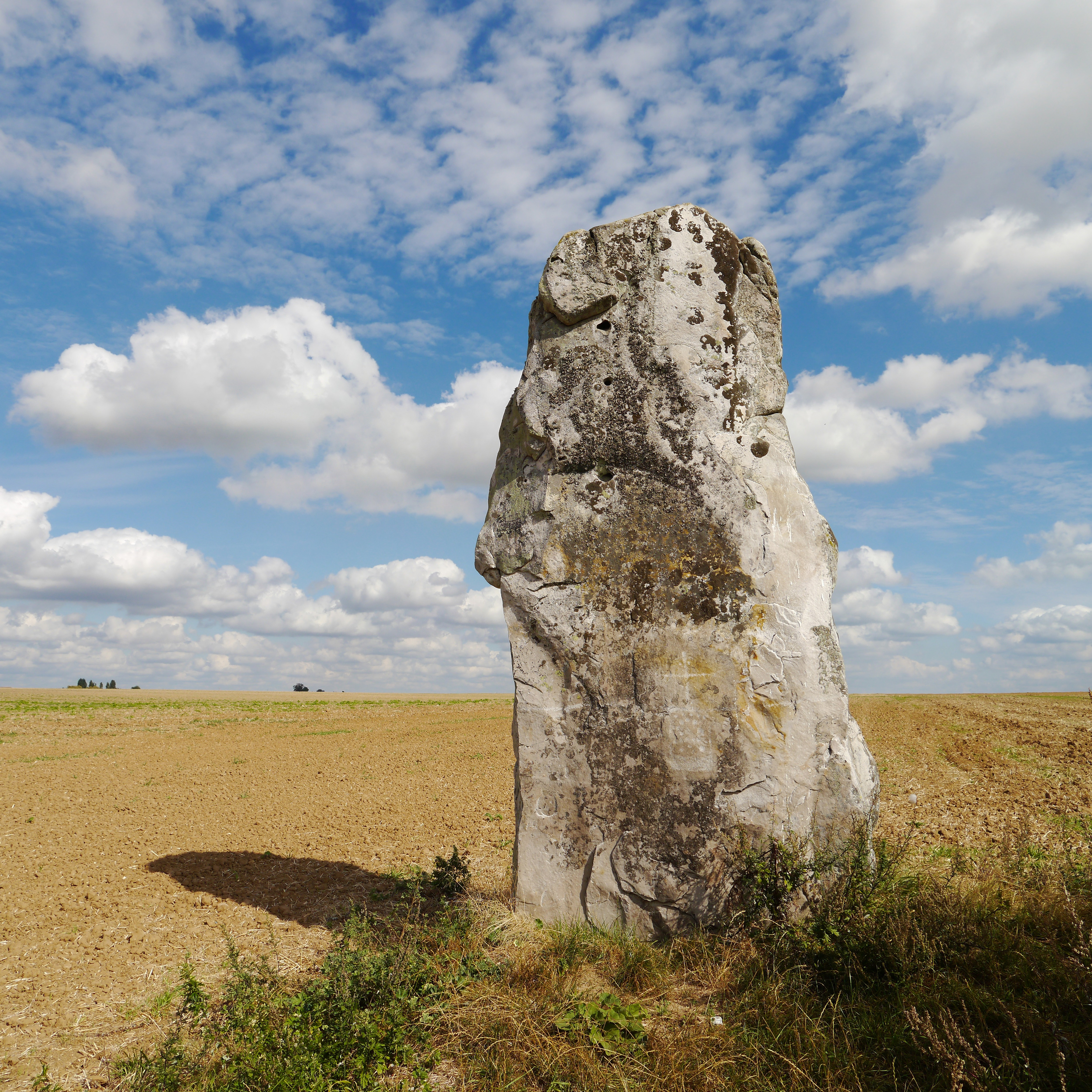
Pierre Droite

Der Menhir Pierre Droite (auch Menhir du Paly genannt) befindet sich Milly-la-Forêt im Département Essonne in Frankreich. Der Pierre Droite steht auf der Hochebene mit Blick auf das Tal der Essonne mit dem Weiler Bonnevaux im Westen.
Der Menhir ist ein Quarzsandblock der etwa 4,0 m hoch und 1,9 m breit und 0,6 bis 0,7 m dick ist. Er trägt Gravuren auf beiden Hauptflächen. Auf der Westseite stellt die Gravur ein Kreuz dar, das seine rechteckige Basis überragt. Auf der Ostseite ist ein Gesicht mit einer Frisur dargestellt.
Ein weiterer Block ähnlicher Abmessung liegt auf dem Boden.
Der Menhir ist seit 1974 als Monument historique klassifiziert.

Pierre Droite – Milly-la-Forêt
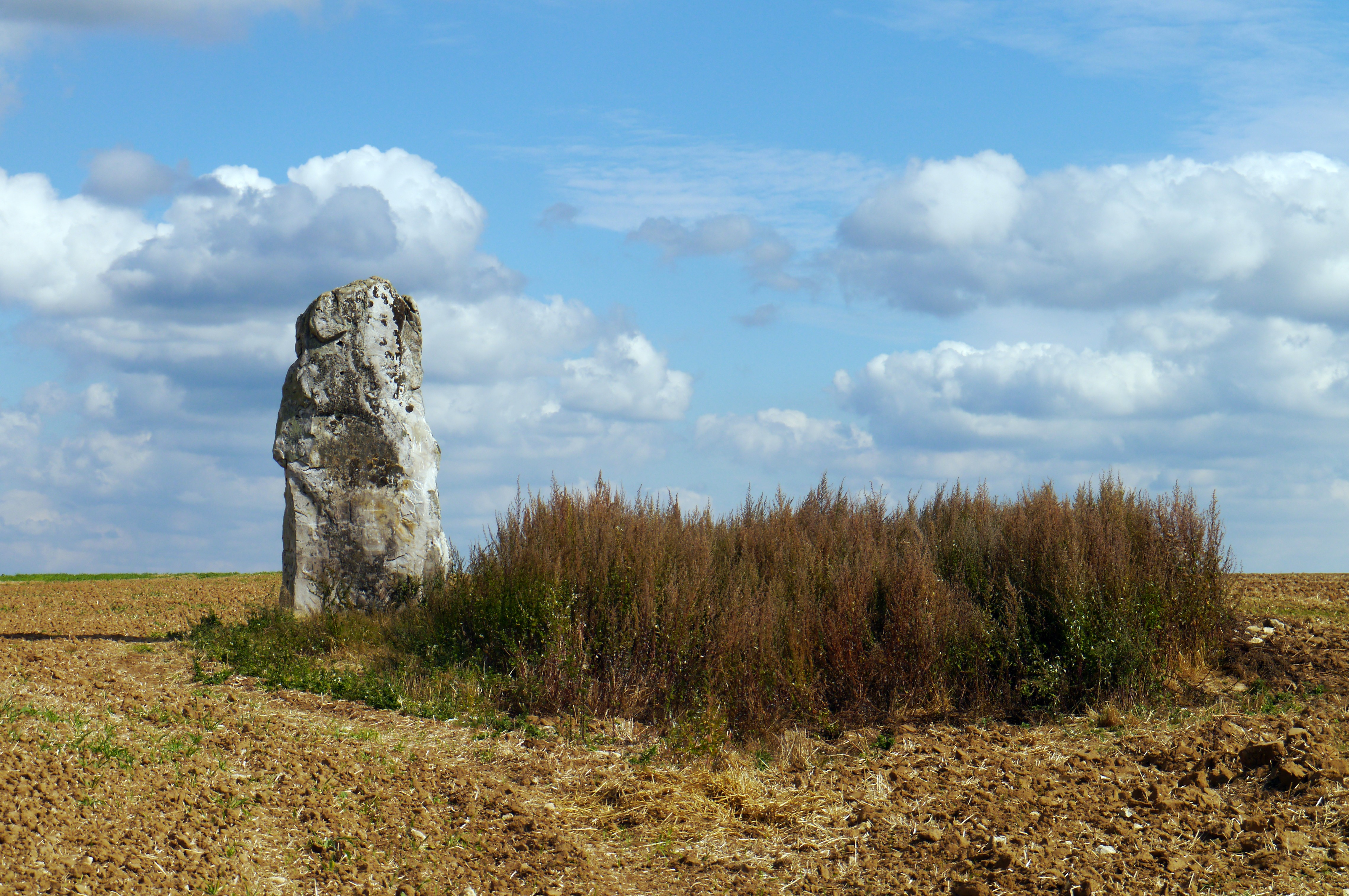
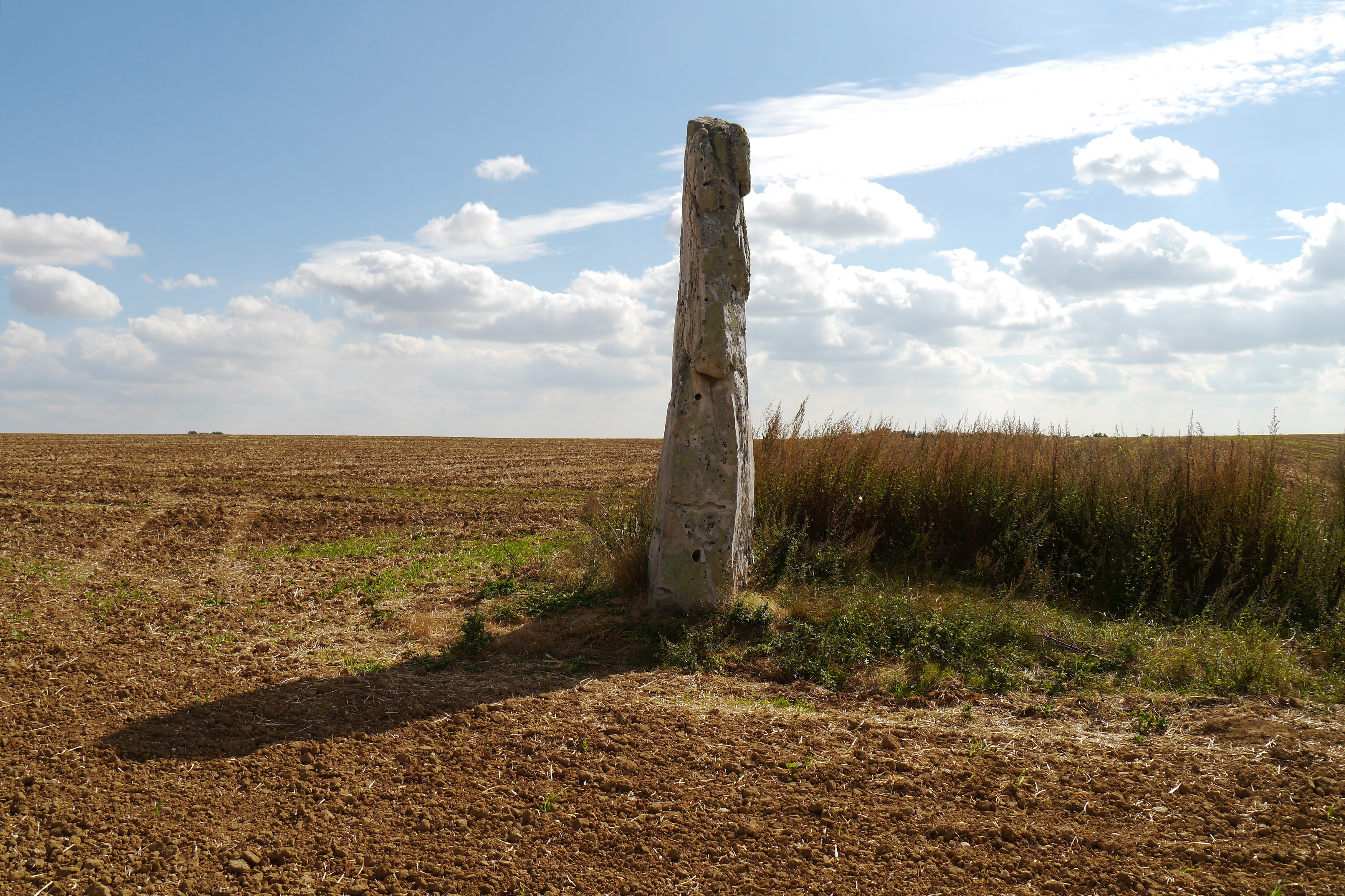
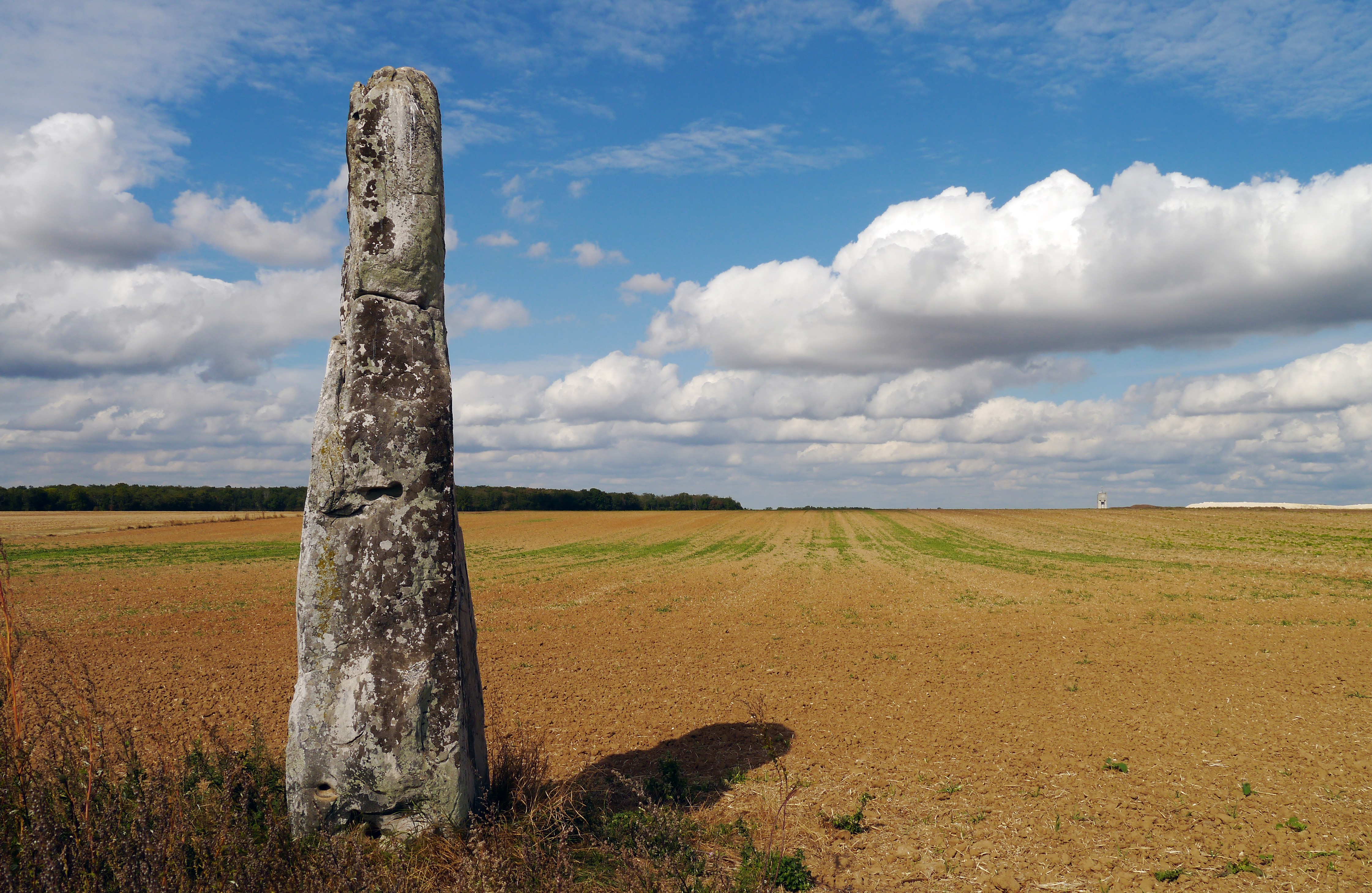